# 이이지마 나오코
이이지마 나오코(飯島 直子, 1968년 2월 29일 ~ )는 일본의 배우이다. 요코하마시 고후쿠 구 출신으로 소속사는 헤라클레스이다. 별명으로는 나오짱, 나오코누님 등이 있다.

## 내력
다이토가쿠엔 고등학교 졸업했으며, 아르바이트 하던 중 스카웃되었다.
1997년 TUBE의 마에다 노부테루와 결혼했으나 2001년 이혼했다.

## 출연

### 드라마
- 버스 스톱 (2000년)
- HERO (2001년, 2006년) 제8화, 특별편
- 사랑을 몇 년 쉬셨습니까? (2001년)
- 웨딩플래너 (2002년)
- 아버지 (2002년)
- 더럽혀진 혀 (2005년)
- 빙점 (2006년)
- 농담이 아니야! (2007년)
- 나사케의 여자 (2011년)
- 마지막에서 두 번째 사랑 (2012년)
- 언젠가 태양이 비추는 곳에 (2013년)
- 라스트 신데렐라 (2013년)

### 영화
- 메신저
- 버블로 고!! 타임머신은 드럼 방식 (2007년) 본인 역 (카메오
- 쿠로사기 (2008년)